# تيم فيوار
تيم فيوار (بالإنجليزية: TeamViewer)‏ عبارة عن حزمة برامج للتحكم بجهاز الكومبيوتر عن بعد، مشاركة سطح المكتب، إنشاء اجتماعات مرئية، بالإضافة إلى خدمة نقل الملفات بين الأجهزة. البرنامح يعمل على أنظمة تشغيل مايكروسوفت ويندوز، جنو/لينكس، وأندرويد.
تأسست شركة TeamViewer ذات المسؤولية المحدودة سنة 2005 في مدينة Uningen بألمانيا.

## وصلات خارجية
- الموقع الرسمي